# Saint-Étienne-sur-Reyssouze
Saint-Étienne-sur-Reyssouze ist eine französische Gemeinde im Département Ain in der Region Auvergne-Rhône-Alpes. Sie gehört zum Kanton Replonges im Arrondissement Bourg-en-Bresse.

## Lage
Die Gemeinde Saint-Étienne-sur-Reyssouze liegt an der Reyssouze in der Landschaft Bresse, etwa 18 Kilometer nordöstlich von Mâcon.
Umgeben ist Saint-Étienne-sur-Reyssouze von den Nachbargemeinden Chavannes-sur-Reyssouze im Norden, Saint-Jean-sur-Reyssouze im Osten, Béréziat im Süden, Boissey im Südwesten, Chevroux und Gorrevod im Westen und Saint-Bénigne im Nordwesten.

## Bevölkerungsentwicklung
| Jahr                       | 1962 | 1968 | 1975 | 1982 | 1990 | 1999 | 2006 | 2012 | 2021 |
| -------------------------- | ---- | ---- | ---- | ---- | ---- | ---- | ---- | ---- | ---- |
| Einwohner                  | 495  | 480  | 409  | 402  | 376  | 386  | 495  | 550  | 581  |
| Quellen: Cassini und INSEE |      |      |      |      |      |      |      |      |      |

## Sehenswürdigkeiten
- Kirche Saint-Étienne
- Ferme de Montjouvent, Monument historique
- Ferme de Pérignat, Monument historique

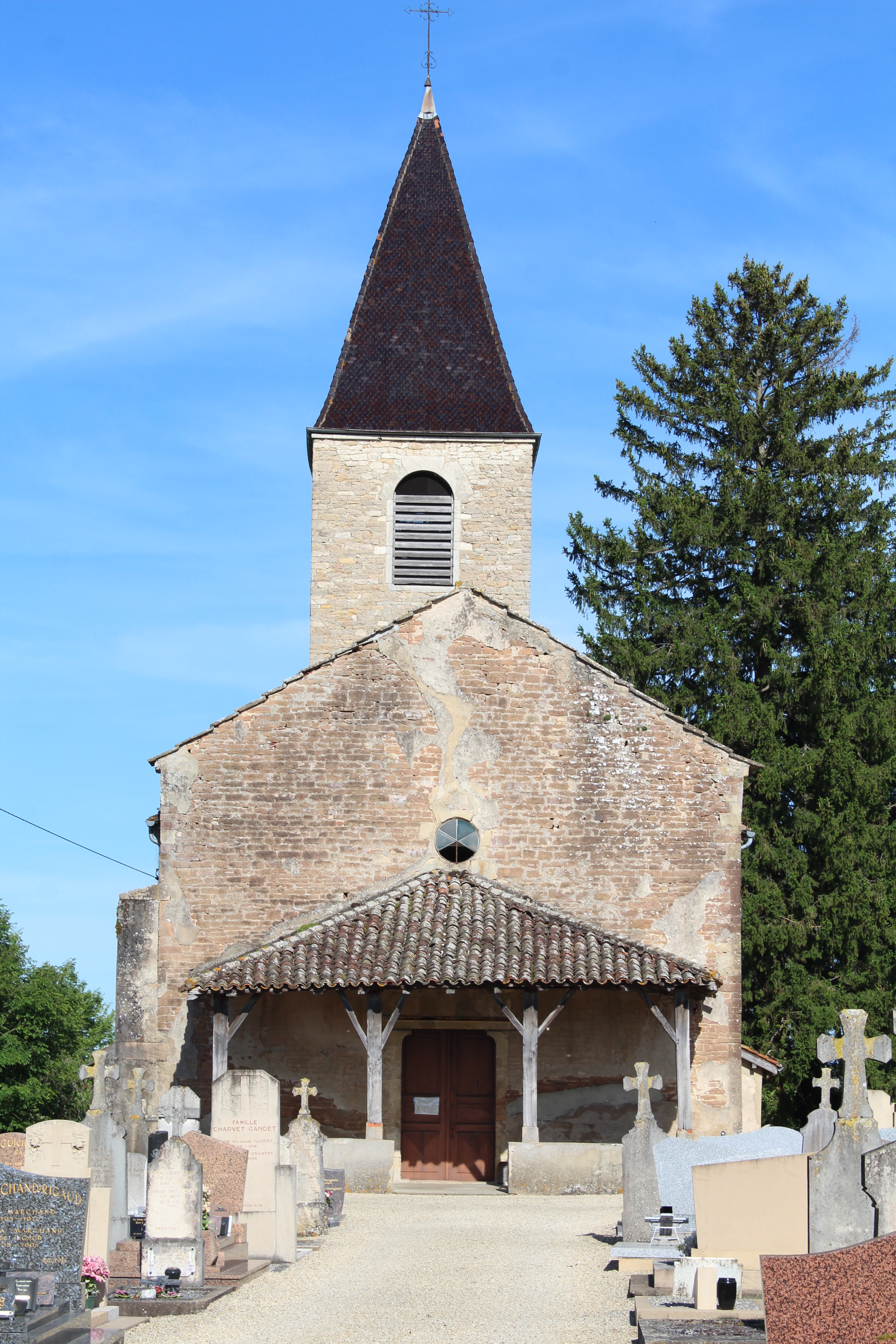
Kirche Saint-Étienne
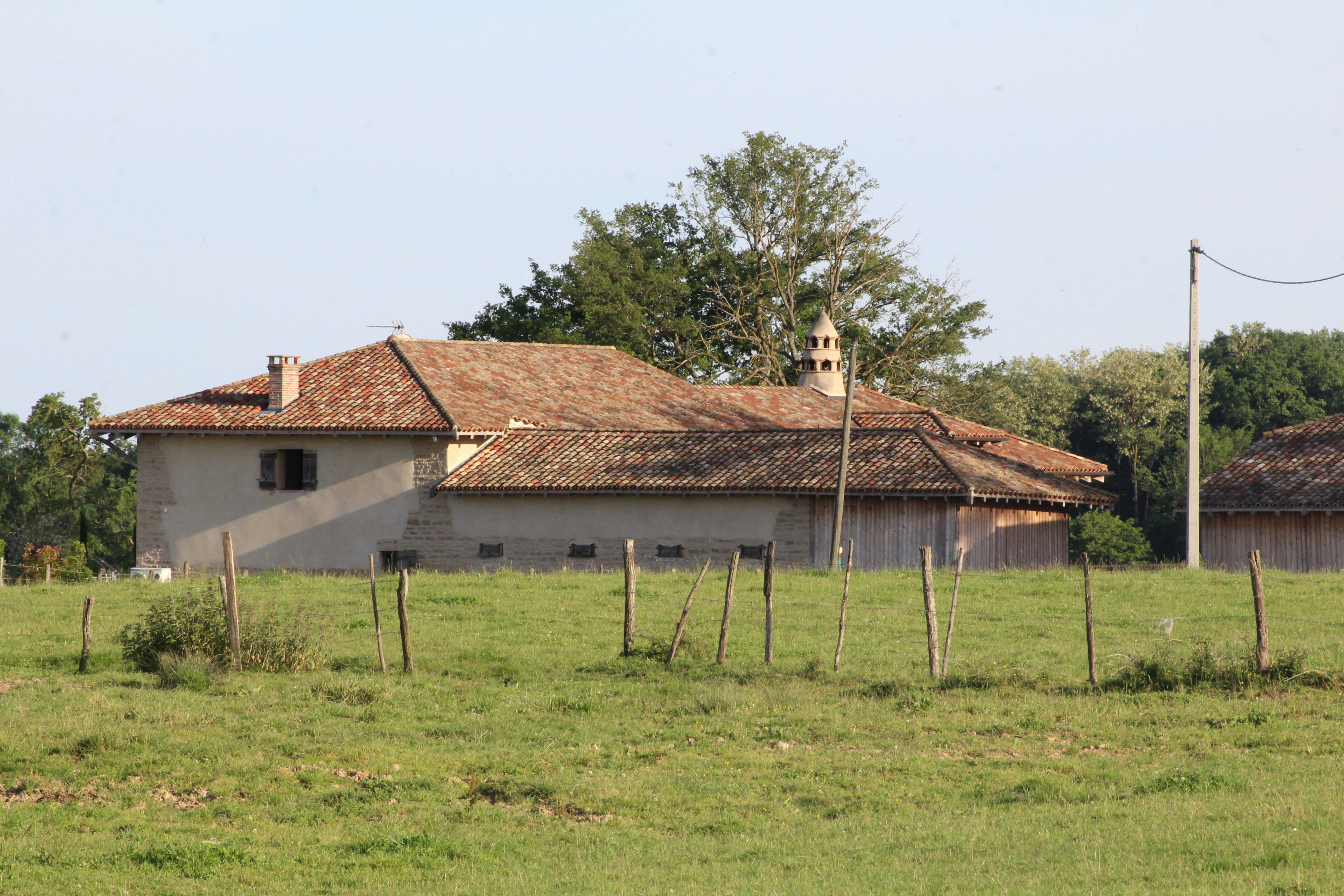
Ferme de Montjouvent
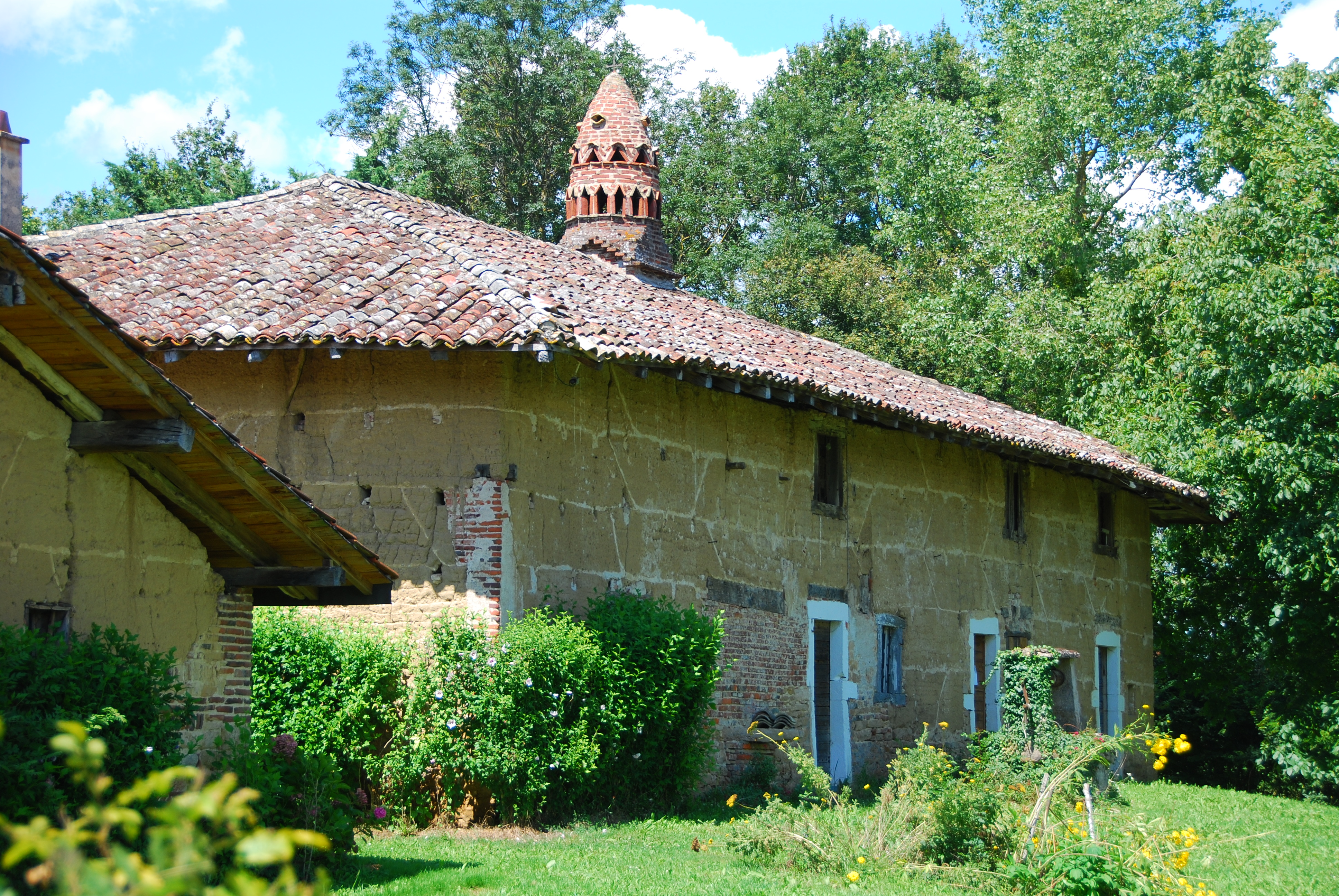
Ferme de Pérignat
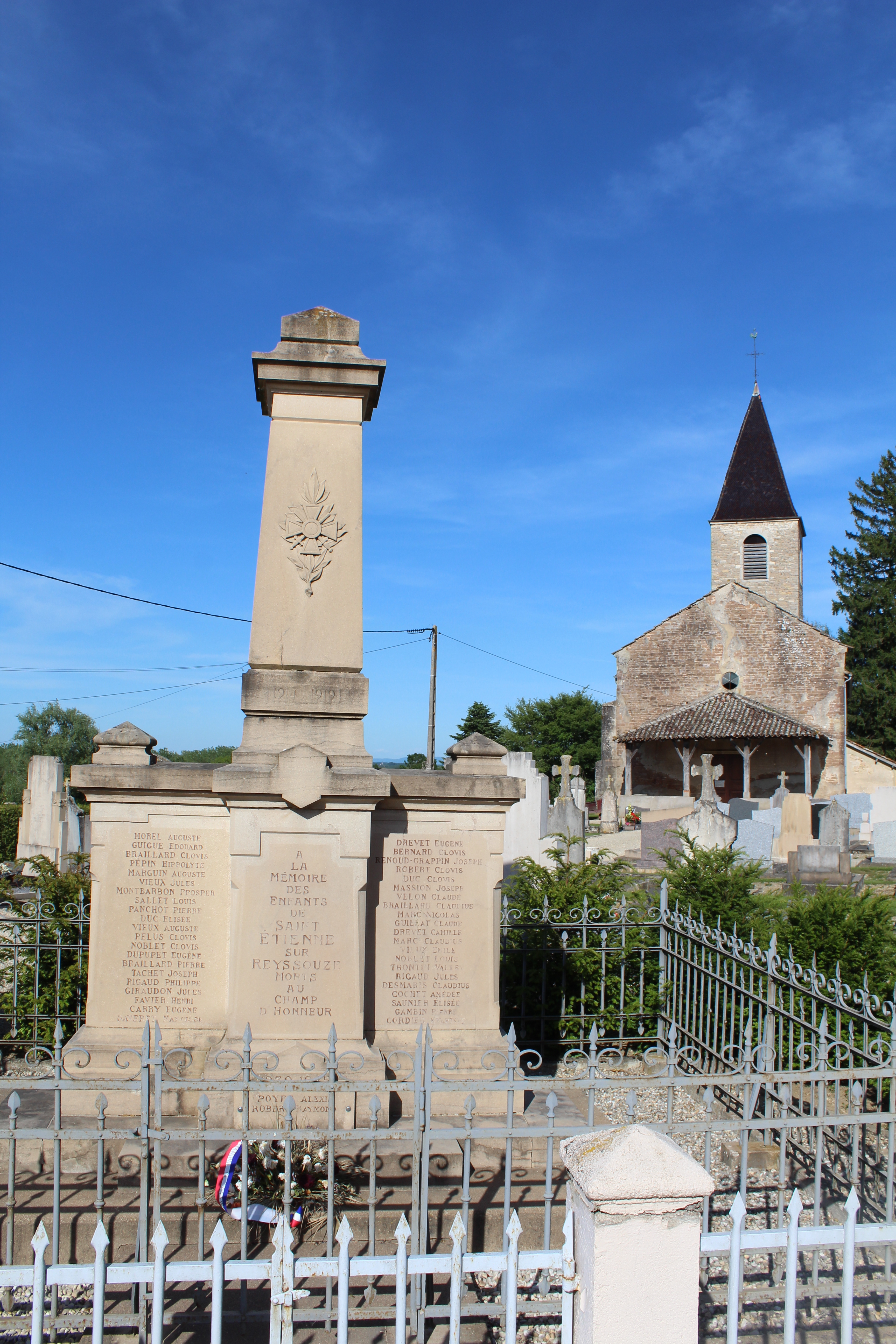
Gefallenendenkmal